# Морштын, Збигнев
Збигнев Морштын (ок. 1625 — 13 декабря 1689, Кёнигсберг) — польский шляхтич, поэт эпохи барокко, переводчик, военный и арианин.

## Биография
Представитель польского шляхетского рода Морштынов герба «Лелива». Сын Ежи Морштына и Катарины Стано из Новотанца (ум. 1645). Двоюродный брат и соратник Яна Анджея Морштына. С 1648 года участвовал в борьбе польских магнатов против освободительного движения украинского народа под предводительством Богдана Хмельницкого. Збигнев Морштын поступил на службу в панцирную хоругвь гетмана польного литовского Януша Радзивилла, в 1651 году участвовал в битве с казаками под Берестечком. В 1654 году под командованием Александра Мержинского принимал участие в военных действиях против русских. В начале Шведского потопа Збигнев Морштын принес присягу на верность королю Швеции Карлу X Густаву 11 октября 1655 года. Но в декабре того же 1655 года перешел на сторону польского короля Яна Казимира Вазы, вернувшегося из изгнания на родину. В 1656 году он перешел на службу к князю Богуславу Радзивиллу. В 1657 году получил должность мечника мозырьского. После начала преследования в Речи Посполитой «Польских братьев» (одно из течение кальвинистов), к которым принадлежал Збигнев Морштын, последний в 1662 году вынужден был эмигрировать в Пруссию. С 1669 года Збигнев Морштын был администратором латифундий княгини Луизы Каролины Радзивилл, единственной дочери и наследницы Богуслава Радзивилла.
13 декабря 1689 года Збигнев Морштын скончался в Кёнигсберге. Его похороны состоялись 17 января 1660 года в Стара-Рудувке.
С 1659 года Збигнев Морштын был женат на Софии Чаплич, арианке с Волыни.

## Творчество
На раннее творчество Збигнева Морштына повлиял итальянский поэт Джамбаттиста Марино. Однако впоследствии маринизм раннего периода постепенно вытесняется собственным художественным видением, на котором лежит отпечаток накопленного жизненного опыта и арианской философии. Ведущим в его творчестве становятся патриотизм, гражданственность и философско-этические мотивы. Некоторые его произведения были изданы в Кенигсберге, но основная часть творческого наследия осталась в рукописном сборнике «Отечественная муза», куда вошли лирические стихи и песни, рефлективная и религиозная поэзия, политическая и военная лирика, эпиграммы, фрашки и шуточные миниатюры.
В Слуцке дружил с мемуаристом С.Незабытовским и книгоиздателем К.Клокоцким.
В поэме "Славная победа над турками..." (1674), которая была дважды издана в Слуцке, почтил память участников знаменитой Хотинской битвы 1673 г.
Автор стихотворного цикла «Эмблемы» (1678-1680), посвященного княжне К.Радзивилл. Аллегорическое развитие библейских образов и афоризмов пронизано трагическим мироощущением. Полная драматизма устремленность к абсолюту сталкивается с душевной болью от сознания хрупкости человеческого существа, пытающегося постичь бесконечность.
Также в активе Збигнева Морштына есть переводы латинских поэтов, в частности Горация, Персия, итальянских — Пико дела Мирандолы.

## Основные работы
- Emblematy, powst. w latach 1658—1660, rękopis nr VI 109 w Archiwum Radziwiłłowskim, Archiwum Główne Akt Dawnych, Oddział Wilanów (cykl poetycki, według D. Czyżewskiego jednym z głównych jego źródeł są Pia desideria Hermana Hugo)
- Pieśń o ucisku. Cantillena in afflictione, powst. 1661, wyd. 1671 (pod krypt. Z. M., według J. Dürr-Durskiego edycja prawdopodobnie uległa konfiskacie); tekst z Muzy domowej wyd. J. Dürr-Durski Arianie polscy w świetle własnej poezji, Warszawa 1948
- Sławna victoria nad Turkami… pod Chocimem otrzymana… roku 1673 (wiersz), Słuck — brak roku wydania; wyd. następne: brak miejsca i roku wydania (obie edycje w XVII wieku, bezimienne; wyd. 2 obszerniejsze; hipoteza J. Sembrzyckiego o druku dzieła w Słupsku i w Palatynacie między 1673 a 1679); tekst z «Wirydarza poetyckiego» wyd.: J. K. Plebański «Pogrom Turków pod Chocimem 1673 r.», Biblioteka Warszawska 1889, t. 4; A. Brückner w: J. T. Trembecki Wirydarz poetycki, t. 1, Lwów 1910, s. 482—502 (tekst obszerniejszy w Muzie domowej); przekł. łaciński (raczej parafraza): J. Redwitz według pierwszej edycji pt. Corona victoriae…, Leszno 1674, drukarnia M. Buck
- Treny żałosne Apollina z Muzami przy oddaniu ostatniej usługi zacnemu ciału… Jana Hoverbecka, Królewiec 1682, drukarnia F. Reysner (pod kryptonimem: M. M. M., przeróbka dawnego Epitalamium)
- Muza domowa. Zbiór 60 utworów, w czym poetycki cykl «Emblematy» (wyd. w BPP, przygotowane przez Z. Mianowską, zaginęło w latach 1939—1945), fragmenty ogł. J. Rzepecki Über die bis jetzt unbekannt gebliebenen Gedichte von Z. Morsztyn, Poznań 1884; por. J. Rzepecki Muza domowa, czyli nie znane dotąd poezje Z. Morsztyna (Wrocław) Poznań 1884; J. Rzepecki «O nieznanych dotąd poezjach Z. Morsztyna», Biblioteka Warszawska 1885, t. 1-2; rękopis: Ossolineum nr 5547/II jest najpełniejszym odpisem twórczości Z. Morsztyna, dokonanym przez nieznanego kopistę w latach 1678—1683)
- Wiersze (59 utworów) wyd. A. Brückner w: J. T. Trembecki Wirydarz poetycki, t. 1, Lwów 1910
- pojedyncze utwory wyd.: S. Kot «Urok wsi i życia ziemiańskiego w poezji staropolskiej», Księga pamiątkowa na 75-lecie «Gazety Rolniczej», Warszawa 1937 (tu fragm. poematu pt. Votum…); J. Tuwim Cztery wieki fraszki polskiej, Warszawa 1937; także wyd. 2 Warszawa 1957 (tu 3 fraszki); M. Grydzewski Wiersze polskie wybrane. Antologia poezji od «Bogurodzicy» do chwili obecnej, Londyn 1947; J. Dürr-Durski Arianie polscy w świetle własnej poezji, Warszawa 1948; R. Wasita Kocha, lubi, szanuje… Wybór polskich wierszy miłosnych, Warszawa 1956; S. Czernik, J. Huszcza, J. Saloni Księgi humoru polskiego. Od Reja do Niemcewicza, Łódź 1958; M. Pełczyński «Studia macaronica. Stanisław Orzelski na tle poezji makaronicznej w Polsce», Poznań 1960, Poznańskie Towarzystwo Przyjaciół Nauk, Wydział Filologiczno-Filozoficzny, Prace Komisji Filologicznej, t. 20, zeszyt 1.